# Le Capitole en Champagne

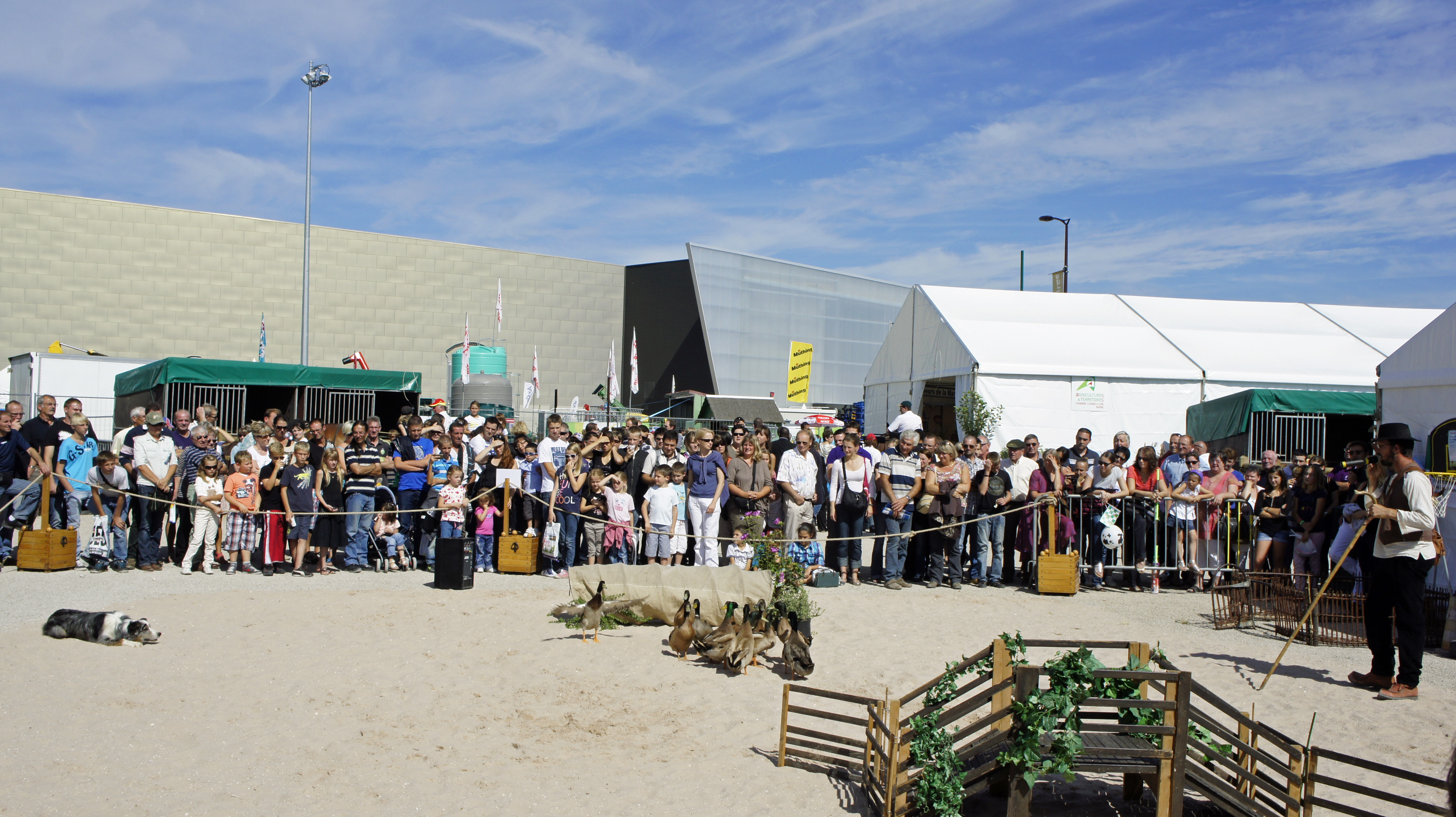
Vue de la halle lors de la Foire de Châlons-en-Champagne de 2012.

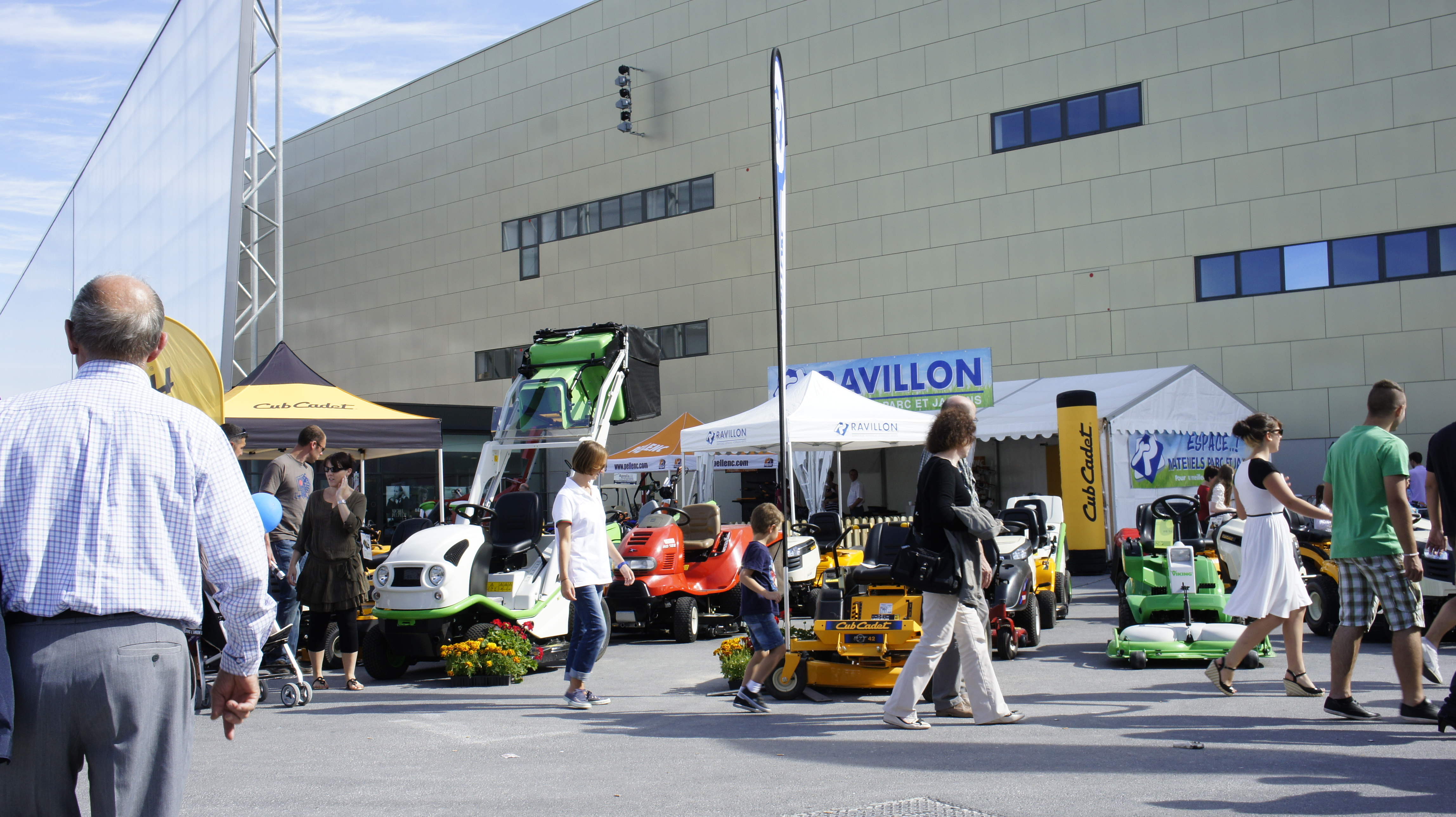
Vue de la halle lors de la Foire de Châlons-en-Champagne de 2012.

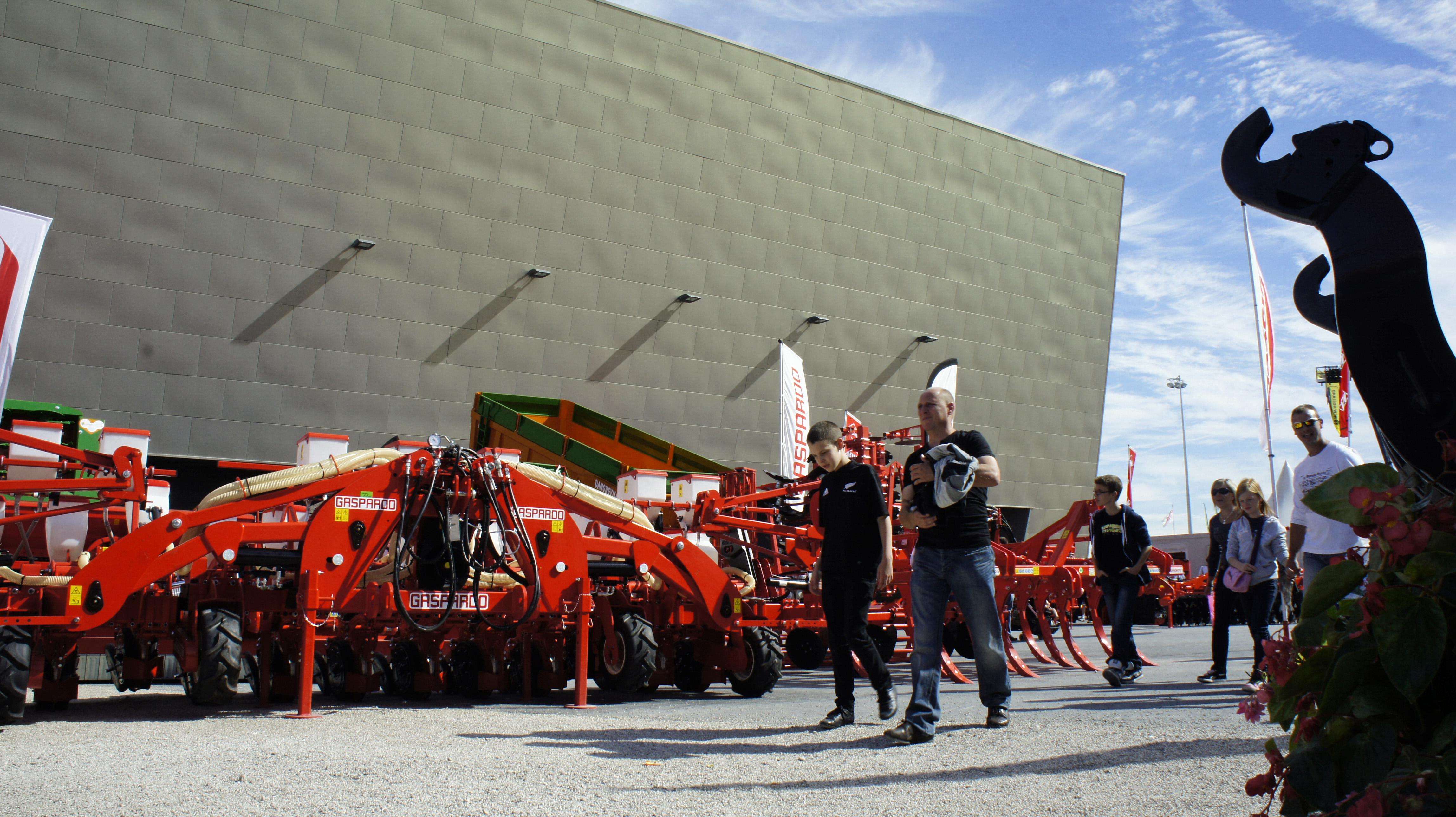
Vue de la halle lors de la Foire de Châlons-en-Champagne de 2012.

Le Capitole en Champagne est une infrastructure accueillant des foires-expositions et autres salons évènementiels. Il est situé sur la commune de Châlons-en-Champagne, à côté de la zone commerciale Croix-Dampierre.

## Les infrastructures
Des travaux menés entre 2010 et août 2012 par le groupe Spie Batignolles, pour un coût de 54 M€, ont permis de rénover les infrastructures. Le nouveau parc, nommé Le Capitole, est inauguré en août 2012. Il offre une surface couverte de 24 500 m2, trois halls d'exposition pour les foires et salons, une salle de spectacle modulable de 12 000 places debout, des salles modulables pour les congrès et séminaires, un restaurant et un bar.

## Événements principaux
- La foire-exposition de Châlons
- Le salon du cheval Equi Champ'
- Le salon du Mariage
- Le salon des Antiquités
- Le salon de la Gastronomie
- Le salon de l'Occasion
- La foire aux Bonnes affaires
- Le salon de l'Habitat
- Le salon de l'Environnement
- Le festival Nature et jardins
- Le salon de l'Automobile, de la Moto et du Quad

Ces manifestations sont organisées par l'UCIA (Union commerciale, industrielle et artisanale).

## Accès
Adresse : avenue du président Roosevelt, Châlons-en-Champagne.
En voiture :
- accès depuis l'autoroute A4 : sortie La Veuve
- accès depuis la RN44 : sortie St-Memmie-Croix Dampierre

En bus : accès à l'aide du réseau de bus urbain de la SITAC, ligne 1, arrêt Croix-Dampierre ; des bus supplémentaires circulent pour la foire-exposition de Châlons.

## Gestion
D'abord géré en régie par la ville de Châlons-en-Champagne, le parc l'est désormais par délégation de service public (à mettre à jour).